# Fäktning vid olympiska sommarspelen 2012
De olympiska tävlingarna 2012 i fäktning anordnades mellan den 28 juli och 5 augusti 2012 i London i Storbritannien. Fäktningens tio olika grenar hade plats för 212 deltagare.

## Medaljtabell
| Pl.    | Nation    | Guld | Silver | Brons | Totalt |
| ------ | --------- | ---- | ------ | ----- | ------ |
| 1      | Italien   | 3    | 2      | 2     | 7      |
| 2      | Sydkorea  | 2    | 1      | 3     | 6      |
| 3      | Kina      | 2    | 0      | 1     | 3      |
| 4      | Ukraina   | 1    | 0      | 1     | 2      |
| 5      | Ungern    | 1    | 0      | 0     | 1      |
| 5      | Venezuela | 1    | 0      | 0     | 1      |
| 7      | Ryssland  | 0    | 2      | 1     | 3      |
| 8      | Tyskland  | 0    | 1      | 1     | 2      |
| 9      | Egypten   | 0    | 1      | 0     | 1      |
| 9      | Japan     | 0    | 1      | 0     | 1      |
| 9      | Norge     | 0    | 1      | 0     | 1      |
| 9      | Rumänien  | 0    | 1      | 0     | 1      |
| 13     | USA       | 0    | 0      | 1     | 1      |
| Totalt | Totalt    | 10   | 10     | 10    | 30     |

## Medaljsammanfattning

### Damer
| Gren                  | Guld                                                                         | Guld                                                                         | Silver                                                                             | Silver                                                                             | Brons                                                         | Brons                                                         |
| --------------------- | ---------------------------------------------------------------------------- | ---------------------------------------------------------------------------- | ---------------------------------------------------------------------------------- | ---------------------------------------------------------------------------------- | ------------------------------------------------------------- | ------------------------------------------------------------- |
| Värja detaljer        | Jana Sjemjakina Ukraina                                                      | Jana Sjemjakina Ukraina                                                      | Britta Heidemann Tyskland                                                          | Britta Heidemann Tyskland                                                          | Sun Yujie Kina                                                | Sun Yujie Kina                                                |
| Florett detaljer      | Elisa Di Francisca Italien                                                   | Elisa Di Francisca Italien                                                   | Arianna Errigo Italien                                                             | Arianna Errigo Italien                                                             | Valentina Vezzali Italien                                     | Valentina Vezzali Italien                                     |
| Sabel detaljer        | Kim Ji-yeon Sydkorea                                                         | Kim Ji-yeon Sydkorea                                                         | Sofja Velikaja Ryssland                                                            | Sofja Velikaja Ryssland                                                            | Olha Charlan Ukraina                                          | Olha Charlan Ukraina                                          |
| Värja, lag detaljer   | Kina Sun Yujie Xu Anqi Li Na Luo Xiaojuan                                    | Kina Sun Yujie Xu Anqi Li Na Luo Xiaojuan                                    | Sydkorea Shin A-lam Choi In-jeong Jung Hyo-jung Choi Eun-sook                      | Sydkorea Shin A-lam Choi In-jeong Jung Hyo-jung Choi Eun-sook                      | USA Courtney Hurley Kelley Hurley Maya Lawrence Susie Scanlan | USA Courtney Hurley Kelley Hurley Maya Lawrence Susie Scanlan |
| Florett, lag detaljer | Italien Arianna Errigo Elisa Di Francisca Ilaria Salvatori Valentina Vezzali | Italien Arianna Errigo Elisa Di Francisca Ilaria Salvatori Valentina Vezzali | Ryssland Inna Deriglazova Larisa Korobejnikova Aida Sjanajeva Kamilla Gafurzianova | Ryssland Inna Deriglazova Larisa Korobejnikova Aida Sjanajeva Kamilla Gafurzianova | Sydkorea Nam Hyun-hee Jeon Hee-sook Jung Gil-ok Oh Ha-na      | Sydkorea Nam Hyun-hee Jeon Hee-sook Jung Gil-ok Oh Ha-na      |

### Herrar
| Gren                  | Guld                                                                   | Guld                                                                   | Silver                                                      | Silver                                                      | Brons                                                                      | Brons                                                                      |
| --------------------- | ---------------------------------------------------------------------- | ---------------------------------------------------------------------- | ----------------------------------------------------------- | ----------------------------------------------------------- | -------------------------------------------------------------------------- | -------------------------------------------------------------------------- |
| Värja detaljer        | Rubén Limardo Venezuela                                                | Rubén Limardo Venezuela                                                | Bartosz Piasecki Norge                                      | Bartosz Piasecki Norge                                      | Jung Jin-sun Sydkorea                                                      | Jung Jin-sun Sydkorea                                                      |
| Florett detaljer      | Lei Sheng Kina                                                         | Lei Sheng Kina                                                         | Alaaeldin Abouelkassem Egypten                              | Alaaeldin Abouelkassem Egypten                              | Choi Byung-chul Sydkorea                                                   | Choi Byung-chul Sydkorea                                                   |
| Sabel detaljer        | Áron Szilágyi Ungern                                                   | Áron Szilágyi Ungern                                                   | Diego Occhiuzzi Italien                                     | Diego Occhiuzzi Italien                                     | Nikolaj Kovaljov Ryssland                                                  | Nikolaj Kovaljov Ryssland                                                  |
| Florett, lag detaljer | Italien Valerio Aspromonte Giorgio Avola Andrea Baldini Andrea Cassarà | Italien Valerio Aspromonte Giorgio Avola Andrea Baldini Andrea Cassarà | Japan Suguru Awaji Kenta Chida Ryō Miyake Yūki Ōta          | Japan Suguru Awaji Kenta Chida Ryō Miyake Yūki Ōta          | Tyskland Peter Joppich Sebastian Bachmann Benjamin Kleibrink André Weißels | Tyskland Peter Joppich Sebastian Bachmann Benjamin Kleibrink André Weißels |
| Sabel, lag detaljer   | Sydkorea Kim Jung-hwan Won Woo-young Gu Bon-gil Oh Eun-seok            | Sydkorea Kim Jung-hwan Won Woo-young Gu Bon-gil Oh Eun-seok            | Rumänien Rareș Dumitrescu Tiberiu Dolniceanu Florin Zalomir | Rumänien Rareș Dumitrescu Tiberiu Dolniceanu Florin Zalomir | Italien Aldo Montano Diego Occhiuzzi Luigi Samele Luigi Tarantino          | Italien Aldo Montano Diego Occhiuzzi Luigi Samele Luigi Tarantino          |

Denna tabell: visa • redigera

## Kvalificering
Vem som får delta kommer till stor del att avgöras av den officiella världsrankningen som FIE (internationella fäktningsförbundet) ger ut den 2 april 2012. Ytterligare platser kommer att tillsättas genom kontinentala kval.